# غملول صخري
الغملول الصخري نوع نباتي يتبع جنس الغملول من الفصيلة الرصاصية.

## الموئل والانتشار
موطنه تركيا.